# Amtsbezirk Frutigen
Der Amtsbezirk Frutigen war bis zum 31. Dezember 2009 eine Verwaltungseinheit mit Hauptort Frutigen im Kanton Bern. Der Amtsbezirk umfasste sieben Gemeinden und hatte 18'643 Einwohner (31. Dezember 2008) auf 489,07 km².
Der Amtsbezirk Frutigen war im Wesentlichen identisch mit der historischen Region Frutigland.

## Gemeinden
| Name der Gemeinde        | Einwohner (31. Dez. 2008) | Fläche in km² | Einwohner pro km² |
| ------------------------ | ------------------------- | ------------- | ----------------- |
| Adelboden                | 3'615                     | 87,61         | 41                |
| Aeschi bei Spiez         | 1'981                     | 30,99         | 64                |
| Frutigen                 | 6'682                     | 72,28         | 92                |
| Kandergrund              | 811                       | 32,09         | 25                |
| Kandersteg               | 1'203                     | 134,33        | 9                 |
| Krattigen                | 953                       | 6,00          | 159               |
| Reichenbach im Kandertal | 3'398                     | 125,77        | 27                |
| Total (7)                | 18'643                    | 489,07        | 38                |

## Veränderungen im Gemeindebestand

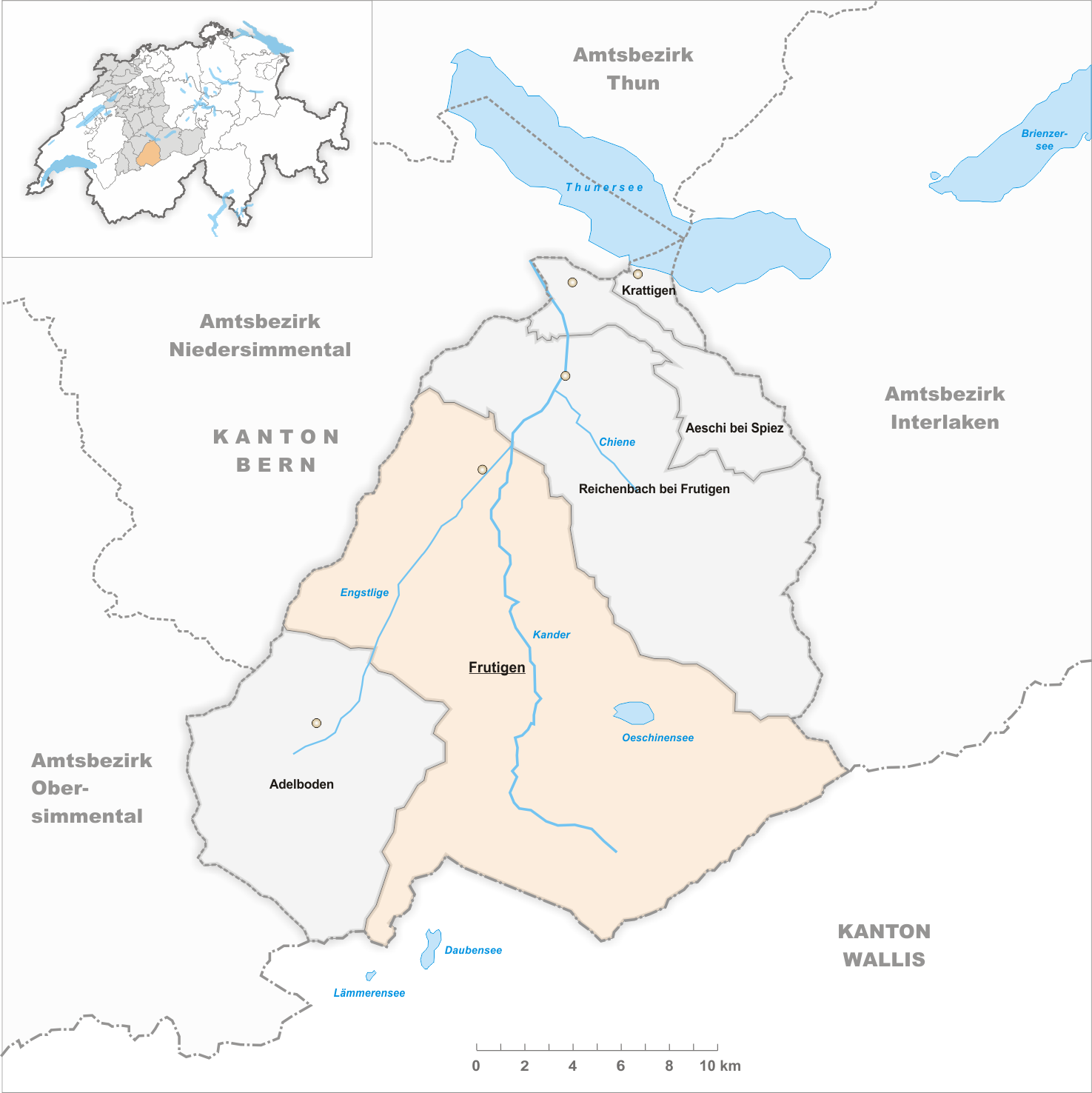
Gemeinden bis 1849
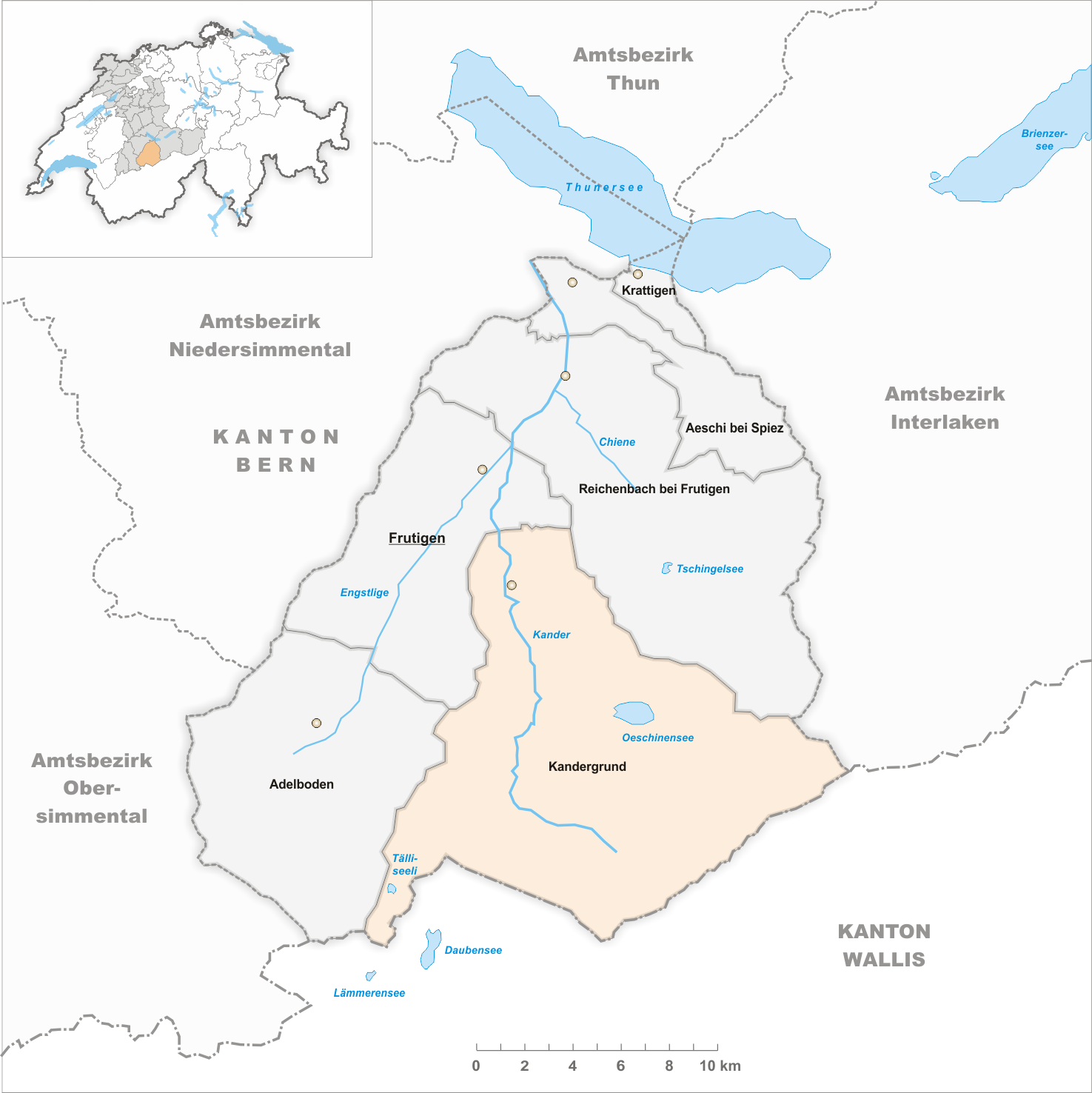
Gemeinden bis 1908
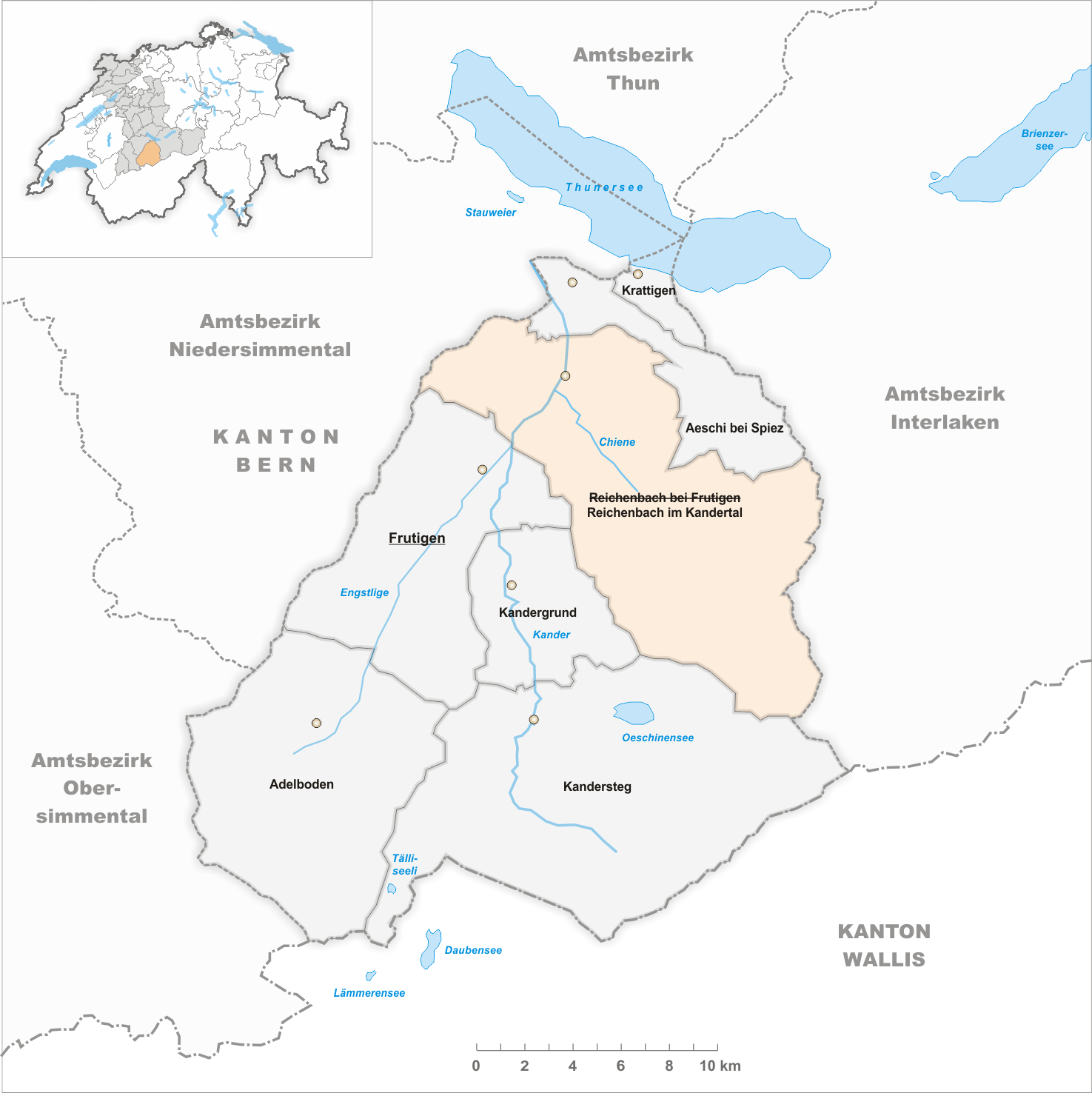
Gemeinden bis 1956
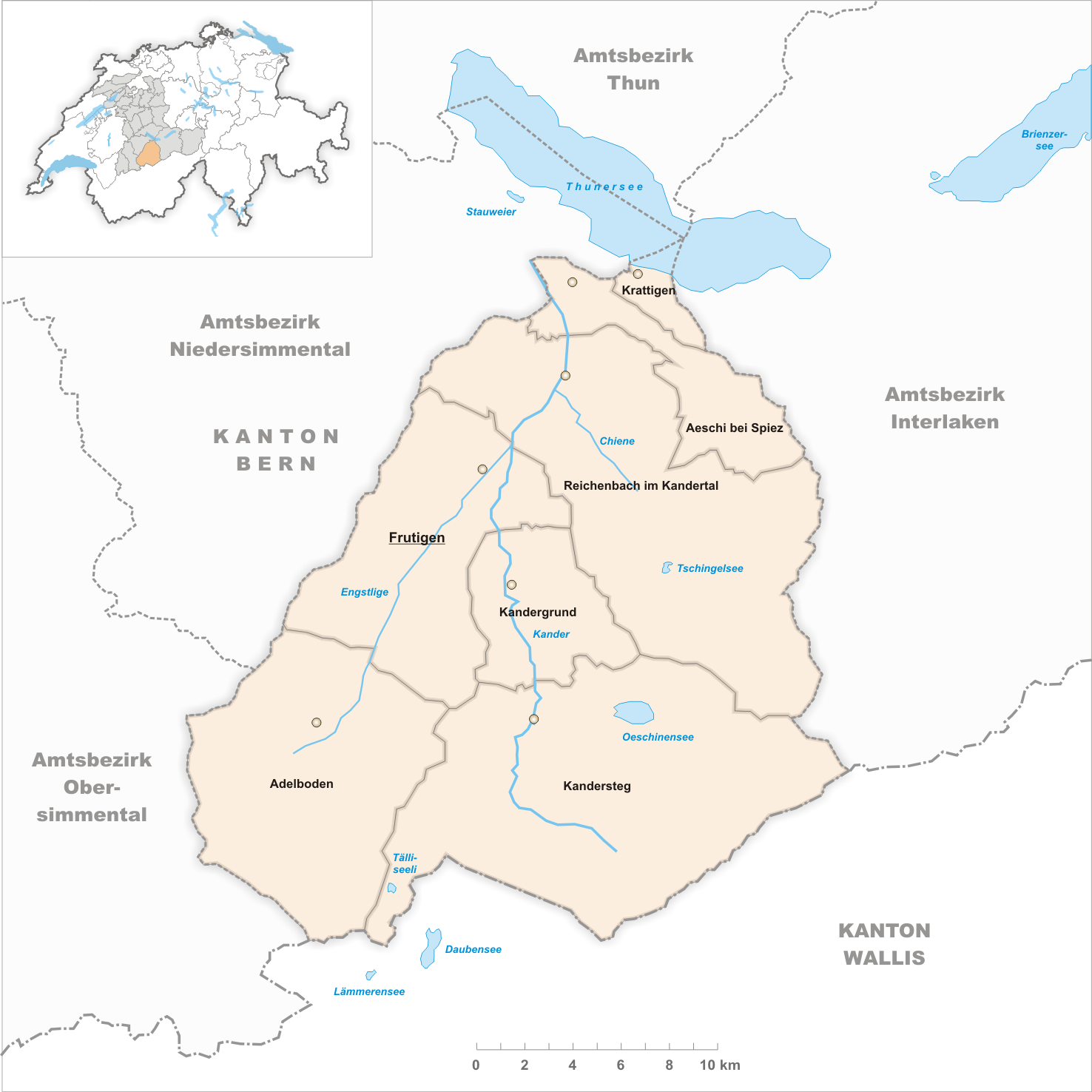
Gemeinden bis 2009

- 1850: Abspaltung von Frutigen  → Kandergrund
- 1909: Abspaltung von Kandergrund  → Kandersteg
- 1957: Namensänderung von Reichenbach bei Frutigen  → Reichenbach im Kandertal
- 2010: Bezirkswechsel aller 7 Gemeinden vom Amtsbezirk Frutigen → Verwaltungskreis Frutigen-Niedersimmental